# Chaunograptus
Genre
Chaunograptus est un genre fossile, putatif de graptolite, connu des schistes de Burgess du Cambrien moyen.

## Présentation
Onze spécimens de Chaunograptus sont connus du lit du Grand Phyllopod, où ils représentent 0,02% de la communauté.

## Classification
Le nom valide complet (avec auteur) de ce taxon est Chaunograptus Hall, 1879.